# Lac Morii
Le lac Morii (roumain : lacul Morii) est le plus grand lac de Bucarest, avec une superficie de 246 ha. Le lac se trouve à environ 6 km du centre de Bucarest (Piața Unirii) et se situe entre : le quartier de l'Université Politehnica  de Bucarest à l'est, celui de Militari au sud, et les quartiers de Crângași (en) et Giuleşti au Nord. Le type de celui-ci est un lac de retenue dit d'accumulation, réalisé en 1986, essentiellement afin de protéger la ville contre les inondations.
C'est également une zone de loisirs.
Il fournit un débit constant à la rivière Dâmboviţa dans la capitale. Un barrage de 15 m de haut, avec un corps central en béton, des barrages en terre s'étendant sur une longueur totale de 7 km ont permis la création de ce lac. Le volume du lac est de 14 700 000 m3, avec un volume de 1 600 000 m3, au-delà d'une rétention normale, réservés à la lutte contre les inondations. En effet, afin d'atténuer les inondations, le volume du lac peut être augmenté lorsque les inondations sont prévues.
Créer un lac à proximité d'une zone urbaine nécessita le démantèlement des utilisations existantes, y compris la démolition et le démantèlement d'une église.
Au sud du lac Morii se trouve une péninsule.

## L'Île des Anges
Dans la partie nord du lac se trouve l'Île des Anges, seule île de Bucarest.
Sur l'île quelques bénévoles ont planté 475 arbres en 2011,. D'importants concerts de musique ont été organisés sur l'Île des Anges,.

## Sports nautiques, spectacles, concerts et festivals sur le Lac Morii
Le lac est une zone de loisirs où  se déroulent des compétitions de bateaux et de sports nautiques ainsi que des spectacles dont des spectacles aériens.
Le Coke Live Music Festival et d'autres concerts ont été organisés autour du Lac Morii,.
La planche à voile est très pratiquée sur le Lac Morii, aussi, des cours de planche à voile peuvent être pris. Le ski nautique, tout comme le jet-ski et d'autres sports nautiques sont également très populaires.
Le Lac Morii est mentionné dans la poésie « Pe Lacul Morii » de Ana Blandiana.

## Projets autour du Lac Morii
Des projets existent pour faire du Lac Morii une destination de voyage, mais également pour faire du secteur autour du Lac Morii un quartier résidentiel, commercial et d'affaires moderne.
Un autre projet consisterait en un tunnel autoroutier qui relierait le lac Morii au Civic Center (Piața Unirii) et à l'autoroute A1.

## Galerie

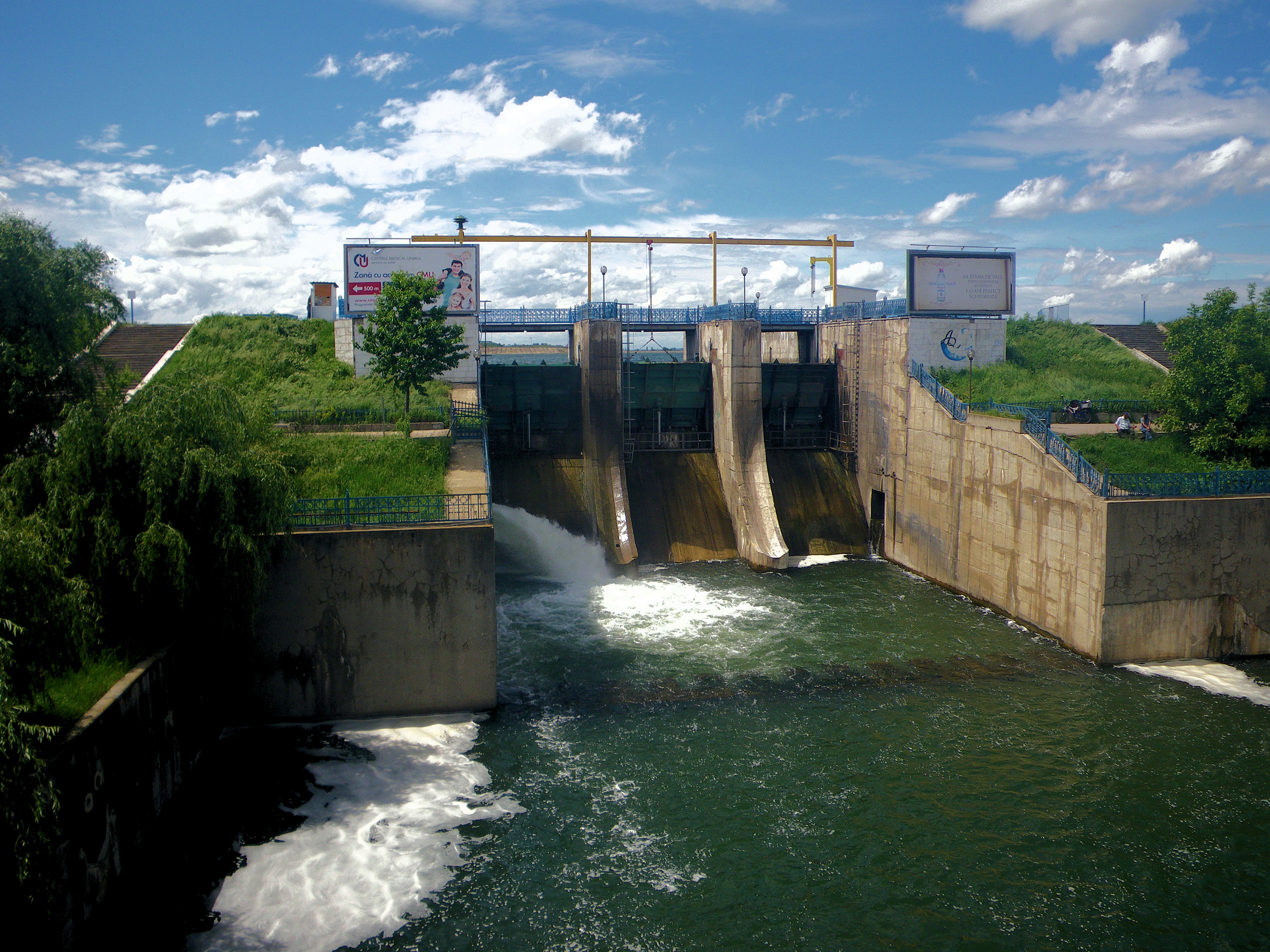
Barrage
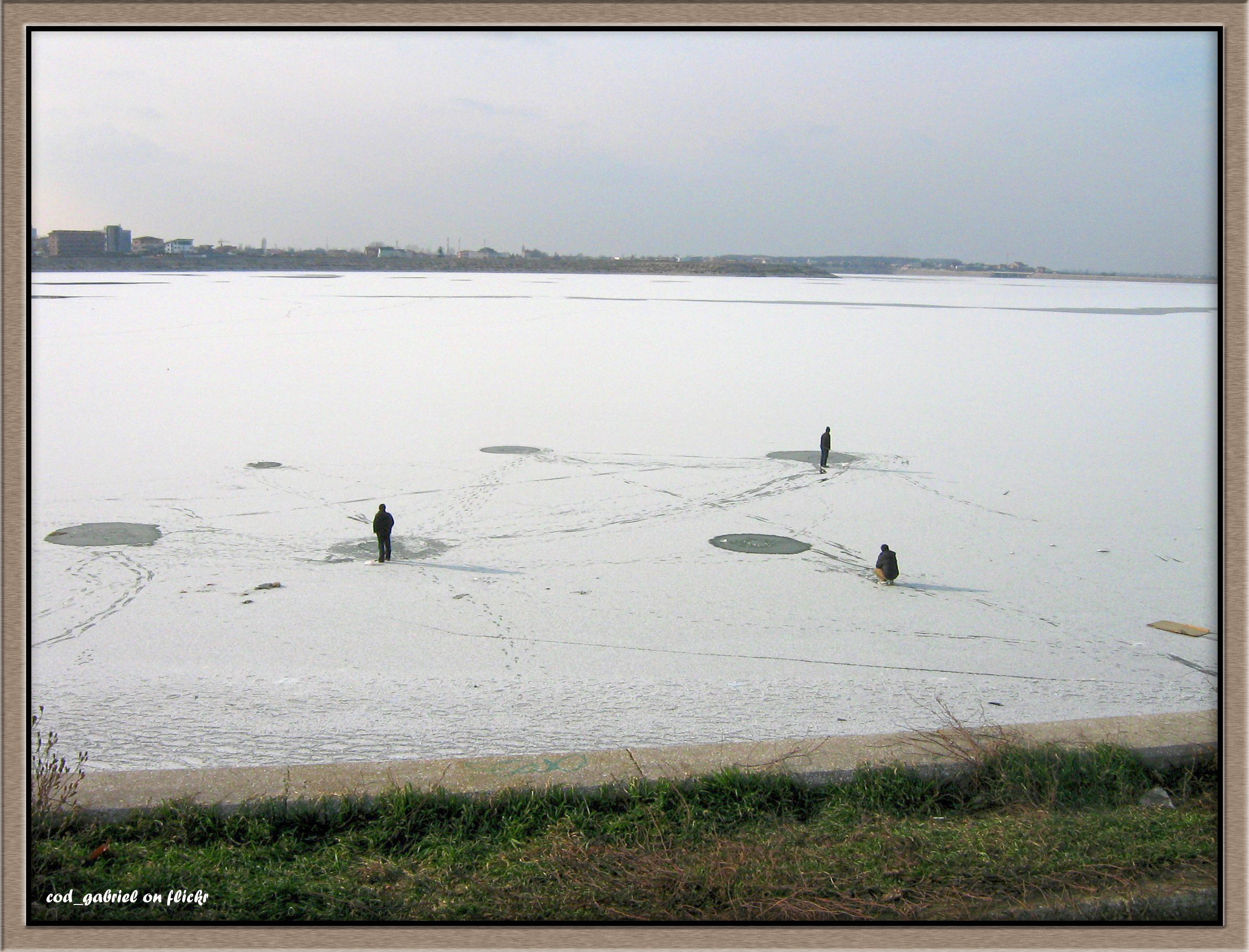
Lac Morii en hiver 2009
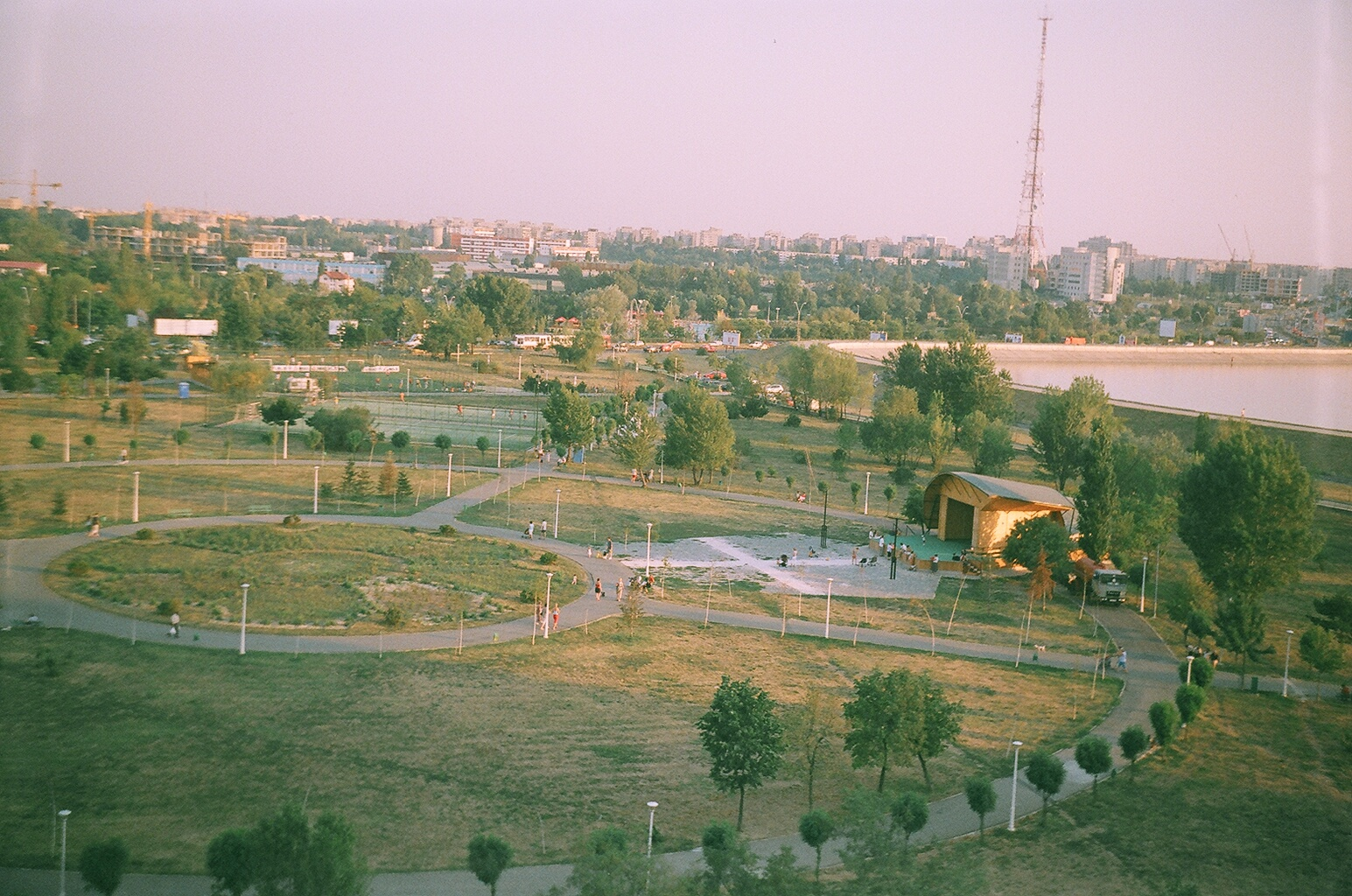
Lac Morii et Parc Crangasi 2007